# Лягушка-бык

Лягушка-бык, или лягушка-вол (лат. Lithobates catesbeianus) — один из самых крупных видов в семействе настоящие лягушки. В длину достигает 15—25 см (в среднем около 17—20 см), длина задних ног также может достигать 25 см, масса взрослых особей — около 450 г, отдельные экземпляры достигают 600 г. Спина окрашена в оливково-бурый цвет с тёмно-бурыми разводами.

## Характеристика
Обитает в пресных водоёмах центра и юго-востока Северной Америки, как в субтропических регионах дельты Миссисипи, так и в более северных канадских областях с суровыми, морозными зимами (Онтарио, южный Квебек). Питается практически всем, что может одолеть и проглотить. В рацион входят беспозвоночные (насекомые, пауки и моллюски), мальки и мелкие рыбки, лягушки, в том числе и молодые особи своего же вида (вид-каннибал), небольшие млекопитающие: летучие мыши, мыши и мышата. Для привлечения самок самцы издают очень громкие позывные звуки, напоминающие мычание. Поэтому, а также из-за относительно больших размеров, лягушка и получила своё название. Развитие головастиков занимает около 2 лет. В США и Канаде издавна имеет некоторое промысловое значение, так как довольно широко употребляется в пищу и является неизменной составляющей меню в так называемых китайских буфетах; с этой целью разводится в особых питомниках. В пищу употребляются ножки лягушки. Завезена также в некоторые страны Южной Америки и Юго-Восточной Азии, где зачастую превращалась в инвазивный, вредительский вид, нарушающий местный баланс экосистемы. В Азии, Африке и Австралии имеются свои виды и подвиды бычьих лягушек, несколько отличающиеся от американской.

## Особенности строения и поведения
Как и большинство лягушек, лягушка-бык о своей икре и головастиках не заботится. Головастики служат пищей для всех крупных обитателей водоёма. Риск их гибели компенсируется высокой численностью потомства. За один раз самкой вымётывается до 20 000 икринок.